# 陳浩南
- 關於「古惑仔」電影系列經典扮演者，請見「鄭伊健」。
- 關於一位藝名「浩南」的女模特兒，請見「鄭伊琪」。
- 關於中国扶贫工作者，請見「陈浩南 (辽宁)」。

陳浩南（Peter Chan，1968年12月5日－），香港漫畫《古惑仔》的主角，他小弟是黃川福，出生於澳門，屬於漫畫中一個虛構黑社會組織洪興社，性格兇狠大膽，打架技術十分高超，十四歲便跟隨大佬B。大佬B被靚坤殺死後，成為銅鑼灣揸FIT人。於江湖巨人排名戰中，和太子一起成為二路元帥，及後帶領大飛等人參加K-1世界之最後，被蔣天生點名成為洪興第三代龍頭。位高權重的陳浩南變得自大現實，帶領洪興會員前往台灣和山雞的毒蛇幫火拼，最後以勝負不分的成績回港。

## 來歷
陳浩南，英文名 Peter Chen；1968年12月5日出生。情格重情講義，老家在澳門，年少時原是學校好學生；後來因一直被靚坤欺負以及母親病危，為了籌集手術費而受到大飛的資助；被引薦跟隨大佬B。
大佬B死後，成為洪興銅鑼灣話事人；實力漸漲，不斷扳倒江湖猛人；其中就包括花仔榮、靚坤、阿郎等人，成為洪興十二話事人之一。先後與東英社頂樑柱——東英五虎開戰，最後在太子、立花正仁以及山雞等江湖猛人的幫助下連同東英幕後龍頭水靈一同消滅。從此東英一蹶不振，而陳浩南在江湖上的聲望達到了新的高度；名氣一時無二。
陳浩南的腳步沒有停下，繼東英五虎的落馬後；蔣天養的出獄緊接著帶來了又一波江湖大風暴，洪興正部與洪興分部的鬥爭中；遭遇江湖超級強人—車寶山，在一眾兄弟們的幫助下雙方成拉鋸戰形式而維持現狀。
而後由車寶山發起的江湖巨人排名戰中，陳浩南與太子一同成為全港江湖六大強人中的二路元帥；而大路元帥則被車寶山奪走。
洪興分家的事終須解決，陳浩南受命帶領江湖各大社團精英聯盟圍剿洪興分部；終於帶領全港江湖幫派將分部滅掉。至此陳浩南終於確定了江湖巨人的地位，直系門生達到過千；旁系不計其數，而蔣天養與車寶山則跑路去了哥倫比亞；消失於香港江湖。
有了地位與權利後，陳浩南的野心也開始膨脹；他和韓賓開始涉及中東走私石油的生意，隨後三聯堂龍頭——藍鯨大叔也加入了進來；三人大把賺錢、實力強勁，最後惹得許多國際黑幫大怒；接著蔣天生別墅被炸為廢墟。被迫參與運作國際私油的會議；由於老蔣在會上受辱，再加上日本山口組的挑釁；全港社團一致對外，由陳浩南等超級猛人組成香港隊參加K-1世界之最的特殊聯賽；打入八強，完美地解決私油問題。
K-1聯賽之後，陳浩南被蔣天生點名，成為洪興社第三任龍頭，將紅棍、白紙扇及草鞋三個職位合而為一，洪興成為全港第一大社團。
登上龍頭後不久，蔣天養與車寶山從國外殺回，車寶山性格大變，出手絕不留情，陳浩南畢生至愛細細粒遭車寶山槍殺。其大怒，誤以為事情與其情人阿夜有關，上位後的陳浩南太托大，隻身相約至阿夜地盤談判。陳浩南利用阿夜對他的感情，鬆懈她的防備後用日本刀將其殺死，迷戀阿夜的藍眼早已埋伏，率眾圍斬陳浩南，亂戰中陳浩南右手掌被斬斷，幸好忠心的灰狗以防萬一帶人殺到，拼命救走陳浩南，性命無礙。駁回右手後的陳浩南,其格鬥能力大大的衰退，從而轉型開始靠腦子吃飯。一番安排下，終於連同一撥好友圍剿車寶山，一代強人終於被分屍。
藉著陳浩南錯殺阿夜事件,阿夜老大山雞從臺灣趕回，欲與拜門大哥陳浩南爭搶香港地盤，擴大自己毒蛇幫的勢力。戰事急劇攀升，陳浩南先後共調撥十位話事人，並向東英借了新五虎其中兩位，親自帶隊過海到臺灣，與山雞開戰。但是毒蛇幫在臺灣實力雄厚，最後陳浩南在損失了幾個近身小弟之後慘勝回港，其實這也是靠了政治因素，不然能否全身而退還是問題。山雞穩定臺灣局勢後，正逢竹聯幫主孫庸病故，遂毒蛇與竹聯合並，其實力暴漲，開始反攻洪興，毒蛇幫副幫主隻身潛入香港，利用洪興和東英的矛盾，設計圍攻洪興九龍城話事人-伊建，倔強地伊建寧死不屈，在眾兄弟趕來前自殺身亡，伊建成為了洪興走向覆滅的第一個壯士。
無上的權利以及金錢讓陳浩南變了，他開始迷上股票。大好的形勢使他更大膽的投資，財源滾滾，吃穿住行盡顯大哥本色，終於成為全港教父。誰知好日子不長，因為投資股票頻頻失利，輸光財產後又染上毒癮，在眾兄弟苦勸下無用，後被蔣天生停職。沉淪中的陳浩南回想了自己一生的起落，決定以英雄的方式走完自己最後一程，他獨自一人走來到大陸福田，毒蛇幫和東英社在這裡準備結盟大典，欲聯手剷除洪興社。
2009年8月9日毒蛇幫和東英社的聯盟大典，陳浩南獨自闖入，面對山雞與大東近六千人的人海戰術，進行自殺式突襲。但是令陳浩南想不到的事發生了，他原以為自己的那些好兄弟已經放棄他了，而自己的動向他們也不會知道，誰知七位與陳浩南生死之交的話事人，也單槍匹馬前來救他,結果令前來救援的六大話事人慘死當場，剩下一個大飛重傷，消失於江湖。而陳浩南則被不忍殺他的大東故意打暈後棄於小街中，也消失在內地。至此洪興柱頭十二去其八，蔣天生突聞噩耗(當場傻了)黯然淚下，韓賓聽到消息後立即與十三妹返回香港，接任洪興第四任 龍頭，發誓要為八壯士報仇，三年後，韓賓終於找到機會，槍殺東英龍頭-大東，陳浩南時代的又一猛人生命終結.同一時間在臺灣，陳浩南時代的另一強人也是和他糾結了大半生的兄弟--山雞，被陳浩南摯友泰國 KING'S GROUP 的老大--大梵與前山口組暗黑之門排名第一的殺手--佐維，聯手殺死在臺灣。
事情過後陳浩南逃到寮國，在寮國習得一身好拳術並擺平當地黑幫，於寮國一住數十年。返港時年事已高，江湖已是子孫輩的天下。

## 版本區別

### 漫画版
- 陈浩南早期也吃过软饭，在事业低潮的时候靠一个妓女吃住。
- 电影里洪兴是不做白粉生意的，而漫画里毒品是陈浩南的主要收入，陈浩南本人也吸过毒[註 1]。
- 漫画里的陳浩南非常冲动，也很有野心，行事凶狠毒辣，個性也較現實。
- 漫画版陈浩南和山鸡在台湾狙杀靓坤后就开始不和。
- 漫画版陈浩南并不专情，和游彩妮、可恩、阿夜、私人助理baby发生过关系，跟游彩妮有过私生子。
- 漫画版陈浩南当过龙头，不过真正实权还是在蒋天生手里。
- 電影版蔣天養是心思縝密出手豪氣的泰國大富商，回香港接替死去蔣天生龍頭大位的好人，漫畫版則是要跟親兄蔣天生搶地盤的凶狠流氓。
- 漫画版陈浩南有很多小弟，除了大天二、大头仔、包皮和巢皮，还有细杰、尹仔、关公、世贸仔等，很多都死掉了，跟随陈浩南的小弟大多不得善终。
- 漫画版陈浩南的对手很多，實力也很強，浩南在贏的過程給人有辛苦成長的感覺；电影版陈浩南則是開無雙、見神殺神。
- 漫画版陈浩南坐过牢，打过官司。电影版没有。

### 电影版
郑伊健在《古惑仔電影系列》正傳中饰演的陈浩南十四岁便加入洪兴社，與漫畫版最大不同為個性上的差異，電影版的陳浩南为人重義氣又講理也不販毒，個性上溫文許多，与陈小春饰演的山雞等人是出生入死的好兄弟；用情专一，对死去的女朋友细细粒（黎姿饰演）始终念念不忘。
- 电影里的巢皮是忠於浩南的正派，死于澳门；而漫画里的巢皮是反派，背叛陈浩南，害死细细粒全家，后来死于车祸。
- 电影里明星方婷是蒋天生的情妇，漫画里方婷是个三级明星，是靓坤的人，后来靓坤飞机失事失踪后成了台湾黑帮孙庸的情妇。
- 电影里造成浩南勾二嫂的可恩，是官涌威爺的女儿，漫画里可恩是有钱即可睡之的妓女，后出卖山鸡，被山鸡杀死。
- 电影里被人从楼上扔下樓摔死的是大天二，漫画里被人从楼上扔下来的是牛姑，不过重伤没死。
- 电影版原型是吳志雄，吳志雄亦參與飾演大佬B一角
- 前傳《新古惑仔之少年激鬥篇》中由謝霆鋒飾演陳浩南
- 重啟新傳《古惑仔：江湖新秩序》中由羅子溢飾演陳浩南
- 因電影檢查，星加坡和馬來西亞電影版故事改為香港皇家警察的陳浩南督察，是被外籍警司委派潛伏於洪興社的臥底，拜於大佬B門下和深得蔣天生的信任，並穿插陳浩南督察在警局內與外籍警司會報洪興社的搜集證據。